# 에이머스 루시

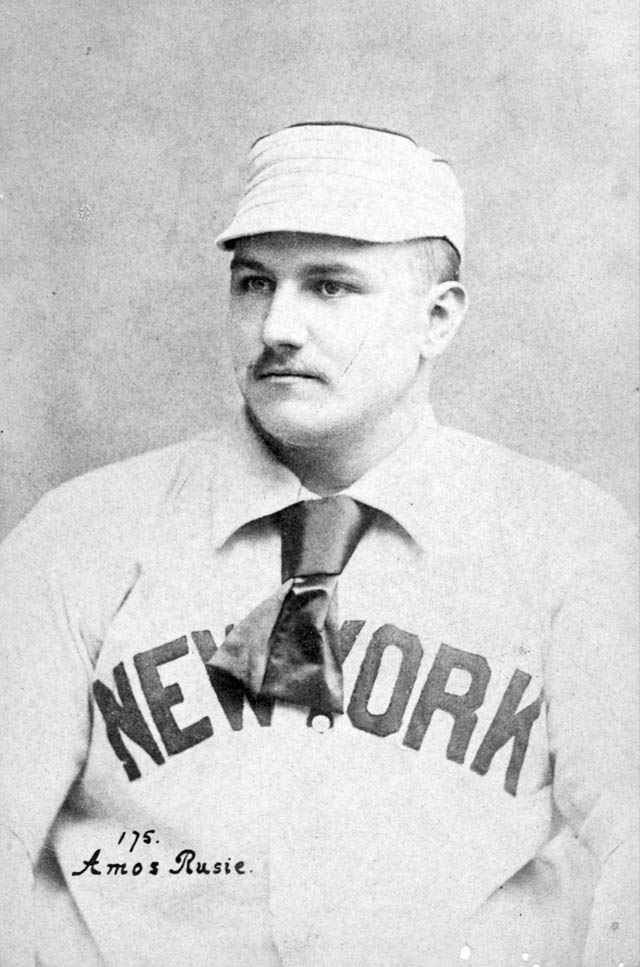

에이머스 윌슨 루시(영어: Amos Wilson Rusie, 1871년 5월 30일~1942년 12월 6일)는 미국의 야구 선수이다. "후지어 선더볼트"(영어: Hoosier Thunderbolt) 라는 별명으로 잘 알려져 있으며 19세기 후반 메이저 리그 베이스볼의 미국 오른손 투수였다. 그는 내셔널 리그 (야구)(NL)에서 10시즌을 보냈는데, 이는 1889년 인디애나폴리스 후지어스에서 한 시즌, 1890년부터 1898년까지 뉴욕 자이언츠에서 8시즌, 1901년 신시내티 레즈에서 1시즌이었다.
그는 야구공을 던지는 속도로 가장 잘 알려져 있다. 패스트볼의 구속은 알려지지 않았으나 90년대 중후반대를 던진 것으로 추정된다. 그는 리그에서 삼진 1위를 5번이나 했고, 20승 이상을 8번이나 했다. 그는 세게 공을 던졌음에도 불구하고 자신의 투구를 잘 제어하지 못했고, 볼넷 부문에서 리그 1위를 5번이나 했으며 해당 카테고리의 통산 투수 리더 중 역대 7위에 올랐다. 1890년에 그는 289타를 쳤는데, 이는 역대 단일 시즌 기록이다.
1897년, 그의 패스트볼 중 하나가 미래의 명예의 전당 유격수 휴이 제닝스의 머리를 강타하여 회복되기까지 4일 동안 혼수상태에 빠졌다. 루시의 야생성은 심판들이 투수고무(당시 투수석 백라인)에서 홈플레이트까지의 거리를 55피트 6인치(16.92m)에서 현재의 60피트 6인치(18.44m)로 바꾸는 촉매제가 됐다. 이 판결은 에이머스 루시의 투구 실력이 최고조에 달했던 1893년 시즌부터 유효해졌다. 거리 변화는 루시의 효율성을 감소시키지 않았다. 그는 이후 3년 연속 삼진 부문에서 리그 1위를 차지했으며, 1894년에는 나중에 투수 삼관왕으로 알려지게 되는 우승도 차지했다. 그의 업적으로 그는 야구 명예의 전당에 입성했다. 1977년 재향군인회 위원회에서 명성을 얻었다.

## 같이 보기
- 트리플 크라운 (야구)